# Momhil Sar
Momhil Sar je hora v pohoří Karákóram vysoká 7 343 m n. m. Leží v oblasti Gilgit-Baltistán v Pákistánu, několik kilometrů severozápadně od svého mateřského vrcholu Trivor.

## Prvovýstup
Prvovýstup na vrchol se zdařil 29. června 1964 rakouskému týmu, ve kterém byli: Hanns Schell, Rolf Wiederhofer, Leo Schlömmer, Horst Schindlbacher a Rudolph Pischinger.